# 安蒂·鲁斯卡宁
安蒂·鲁斯卡宁（芬蘭語：Antti Ruuskanen，1984年2月21日—），芬兰男子田径运动员。他曾代表芬兰参加2012年和2016年夏季奥林匹克运动会田径比赛，其中2012年奥运会获得一枚银牌。